# László Domonkos
László Domonkos (10 de outubro de 1887-23 de setembro de 1956) foi um futebolista húngaro que atuava como goleiro.na maior parte da sua carreira,ele jogou pelo MTK Hungária FC.ele chegou a ser convocado pela Seleção Húngara de Futebol nos Jogos Olímpicos de Verão de 1912.jogou 21 partidas pela Seleção Húngara.